# 馮傳強
馮傳強（英語：Jim Fung，1944年5月16日—2007年3月18日），詠春拳武術家，徐尚田的徒弟。澳洲馮氏國際詠春學院創辦人。

## 生平
出生於香港。十多歲時到澳洲就讀阿德雷得大學，以會計專業畢業。
馮傳強隨葉問弟子徐尚田學習詠春拳。1973年，他在南澳大利亞州阿得雷德創立馮氏國際詠春學院，是獲得澳洲政府認可的武術學校，該學院於1998年入編《中华武术图典》。
2007年3月18日，馮傳強在悉尼去世。

## 外部連結
- 馮氏國際詠春學院 （页面存档备份，存于）